# Wilkowo (Milejewo)
Wilkowo (deutsch Wolfsdorf Höhe) ist ein Dorf in der polnischen Woiwodschaft Ermland-Masuren. Es liegt im Powiat Elbląski und gehört zur Landgemeinde Milejewo (Trunz).

## Geographie
Das Dorf liegt im ehemaligen Westpreußen, etwa neun Kilometer östlich von Elbląg (Elbing) im Südosten der Wysoczyzna Elbląska (Elbinger Höhe, auch Trunzer Berge). 

## Geschichte
Der bis 1945 Wolfsdorf Höhe (vor 1785 auch Wolfsdorf auf der Höhe, vor 1905 Wolfsdorfhöhe) genannte Ort wurde in den Jahren 1296 bis 1299 gegründet.
Zwischen 1874 und 1945 gehörte er zum Amtsbezirk Pomehrendorf (heute polnisch: Pomorska Wieś) im Landkreis  Elbing im Regierungsbezirk Danzig (ab 1920 Regierungsbezirk Marienwerder, 1922 bis 1939 Regierungsbezirk Westpreußen, 1939 bis 1945 Regierungsbezirk Danzig) in der preußischen Provinz Westpreußen (1922 bis 1939 Provinz Ostpreußen, 1939 bis 1945 Reichsgau Danzig-Westpreußen).
Gegen Ende des Zweiten Weltkrieges wurde Wolfsdorf Höhe im Frühjahr 1945 von der Roten Armee besetzt. Im Sommer 1945 wurde die Region von der sowjetischen Besatzungsmacht unter polnische Verwaltung gestellt. Die Polen führten für Wolfsdorf Höhe die Ortsbezeichnung Wilkowo ein. Soweit die Dorfbewohner nicht geflohen waren, wurden sie in der Folgezeit von der örtlichen polnischen Verwaltungsbehörde aus Wolfsdorf Höhe vertrieben.
Heute ist Wilkowo eine Ortschaft innerhalb der Landgemeinde Milejewo (Trunz) im Powiat Elbląski in der Woiwodschaft Ermland-Masuren (1975 bis 1998 Woiwodschaft Elbląg).

### Bevölkerungsentwicklung bis 1945
| Jahr | Einwohner | Anmerkungen    |
| ---- | --------- | -------------- |
| 1816 | 221       | [ 3 ]          |
| 1852 | 262       | [ 4 ]          |
| 1864 | 272       | am 3. Dezember |
| 1910 | 310       | [ 6 ]          |
| 1933 | 279       | [ 7 ]          |
| 1939 | 286       | [ 7 ]          |

## Kirche
Bis 1945 war Wolfsdorf Höhe in das evangelische Kirchspiel Pomehrendorf (heute polnisch: Pomorska Wieś) eingepfarrt und gehörte zum Kirchenkreis Elbing in der Kirchenprovinz Westpreußen (1922 bis 1945 Kirchenprovinz Ostpreußen) der Kirche der Altpreußischen Union.
Heute ist Wilkowo der katholischen Pfarrei in Pomorska Wieś (Pomehrendorf) zugeordnet. Sie liegt im Dekanat Elbląg Południe (Elbing-Süd) im Bistum Elbląg der Katholischen Kirche in Polen. Hier lebende evangelische Kirchenglieder gehören jetzt zur Pfarrei Elbląg (Elbing) in der Diözese Pommern-Großpolen der Evangelisch-Augsburgischen Kirche in Polen.

## Verkehr
Im Ort treffen die Schnellstraße S 22 von Elbląsk nach Grzechotki (Rehfeld) zur Weiterfahrt nach Russland sowie die DW 509 von Elbląg über Młynary (Mühlhausen) nach Orneta (Wormditt) aufeinander, außerdem endet hier eine Nebenstraße, die Wilkowo mit der Landesstraße 7 bei Komorowo Żuławskie (Kämmersdorf) sowie Przezmark (Preußisch Mark) verbindet. 
Eine Bahnanbindung existiert nicht.